# Falcimala albipuncta
Falcimala albipuncta là một loài bướm đêm trong họ Noctuidae.